# Vincenzo Tavarilli
Vincenzo Tavarilli (Bari, 5 gennaio 1959) è un allenatore di calcio ed ex calciatore italiano, di ruolo centrocampista, tecnico della selezione Juniores della Puglia.

## Carriera
Comincia la carriera con il Castellana, nel campionato di Promozione pugliese, per passare al Bari nell'estate del 1978. Il Bari lo manda in prestito all'U.S.Bitonto 1921. Con i galletti pugliesi debutta in Serie B e vi milita per tre stagioni, al termine delle quali passa prima al Brescia (13 presenze) e poi all'Atalanta (2 presenze), sempre tra i cadetti.
Seguono numerosi trasferimenti, che lo vedono cambiare maglia per nove volte in dieci anni, militando, con esclusione di un biennio fra i cadetti col Taranto, in Serie C.
In carriera ha totalizzato complessivamente 122 presenze e 2 reti in Serie B.

## Allenatore
Nel 1994 entra nello staff tecnico delle Giovanili del Bari, dove allena tutte le formazioni sino al 2008, vincendo uno scudetto Allievi nel 2000 e un premio Maestrelli per il lavoro svolto con la Primavera nel 2007. È stato, inoltre, il primo allenatore di Antonio Cassano nella società biancorossa.
Dal 2008 al 2011 ricopre il ruolo di relatore degli osservatori per conto della prima squadra, mentre nella stagione 2011-2012  è il secondo allenatore di Vincenzo Torrente.
Nel 2012-2013 ricopre il ruolo di direttore tecnico al Bisceglie in Serie D, assumendo la guida tecnica della squadra dopo le dimissioni di Nicola Ragno fino al termine del campionato.
La stagione successiva ricopre nuovamente il ruolo di allenatore in seconda di Torrente alla Cremonese fino all'esonero di quest ultimo nel marzo 2014.
Dal dicembre 2015 è selezionatore della rappresentativa Juniores Puglia.